# 活叶文选
《活叶文选》是以活頁形式出版的中文文選，曾先後由不同出版社出版。

## 歷史
最先由商务印书馆於1919年出版，名為《商务活叶文选》，內容多为古人的名作，附有注释。以活頁形式出版，因較易散失而只出版了60号。
其後，上海北新书局曾出版《北新活叶文选》，收錄約3000篇，包括古人文言范文、时人的白话文名篇等，類型亦多，如散文、诗歌，有小说、戏曲。在内容和形式上，北新版比商务版有相当的进步。
开明书店則于1931—1934年出版《开明活叶文选》，多為中国古代文史名篇，附有题解、作者述略、注释。广益书局编辑胡寄尘刊行过《中国活叶文选》，但不及《北新活叶文选》和《北新活叶文选》受欢迎。
1949年后，华东新华书店、华东人民出版社出版《新华活叶文选》。1960年开始，中华书局出版《中华活叶文选》。